# Cher pays de notre enfance
Cher pays de notre enfance : Enquête sur les années de plomb de la Ve République, est un album de bande dessinée historique de Benoît Collombat et Étienne Davodeau publié chez Futuropolis en 2015.

## Synopsis
Le livre débute avec l'assassinat du juge François Renaud en 1975 et son lien avec le Hold-up de Strasbourg qui aurait financé les caisses du RPR. Tout au long du livre est décrit l'impact du Service d'action civique sur l'histoire française, abordant notamment l'affaire Robert Boulin et la tuerie d'Auriol.

## Analyse
Le livre se veut une enquête sur les années de plomb de la Cinquième République. L’implication du SAC (Service d'action civique, hérité de la Guerre d'Algérie), « la milice du parti gaulliste », est décrite à travers plusieurs entretiens, et l'analyse de documents archivés. La mort de Robert Boulin, alors ministre du Travail, est au cœur de l'enquête.

## Prix et distinctions[1]
- Sélection Prix BD Landerneau 2015
- Prix du public Cultura au festival d'Angoulême 2016
- Finaliste Prix de la BD Fnac 2016[4]
- Sélection pour le Prix des libraires de bande dessinée 2016